# Becket ou l'Honneur de Dieu
Becket ou l'Honneur de Dieu est une pièce de théâtre de Jean Anouilh créée au théâtre Montparnasse (Paris) le 8 octobre 1959, dans une mise en scène de l'auteur et de Roland Piétri, dans des décors et des costumes de Jean-Denis Malclès.
Elle fait partie des Pièces costumées avec L'Alouette (1953) et La Foire d'empoigne (1962).

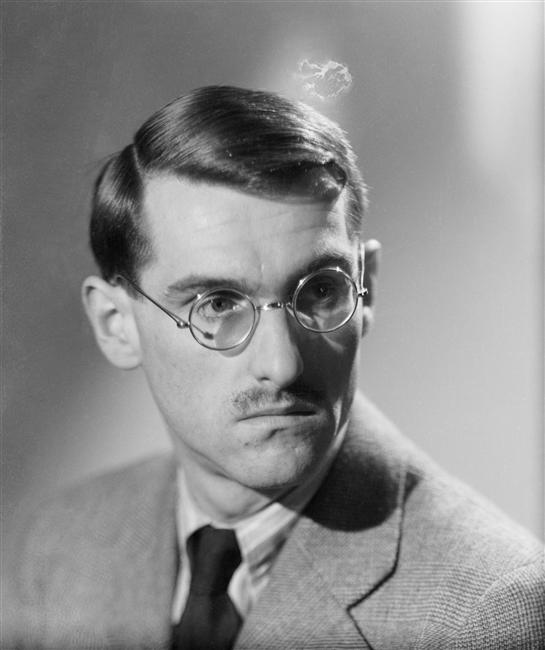
Jean Anouilh en 1940

À New York, la pièce Becket or The Honor of God (en) reçut trois récompenses aux Tony Awards le 16 avril 1961 qui attribuaient des médailles d'argent aux meilleures réalisations de l'année théâtrale se terminant le 29 mars précédent. "Becket" obtint trois récompenses : une pour la pièce elle-même, une seconde pour Elizabeth Montgomery (costumes) et une troisième pour Oliver Smith (décors).
Cette pièce a fait l'objet en 1964 d'une adaptation cinématographique réalisée par Peter Glenville, avec Richard Burton dans le rôle de l'archevêque de Canterbury Thomas Becket et Peter O'Toole dans celui du roi Henri II Plantagenêt.
Le 27 septembre 1971, à l'initiative de Pierre Dux, la pièce entre au répertoire de la Comédie-Française, avec Robert Hirsch et Georges Descrières dans les rôles respectifs de Henry II Plantagenêt et de Thomas Becket.

## Résumé
Les rapports entre le roi d'Angleterre Henri II et l'archevêque de Canterbury Thomas Becket évoluent de l'amitié à la confrontation, Thomas Becket préférant s'opposer au roi par fidélité à sa fonction de primat de l'Église d'Angleterre ; confrontation qui s'achève par l'assassinat de Becket dans la cathédrale de Canterbury le 29 décembre 1170.

## Argument
L'argument de la pièce avait déjà été exploité par T.S. Eliot dans sa pièce Meurtre dans la cathédrale, qui fut créée en France le 18 juin 1945 au théâtre du Vieux-Colombier, dans une traduction d'Henri Fluchère et mise en scène par Jean Vilar.

## La lutte entre l'Imperiumet leSacerdotium, de l'égoïsmecontre l'Honneur de Dieu
" Si je deviens Archevêque, je ne pourrais plus être votre ami " (extrait de la pièce)

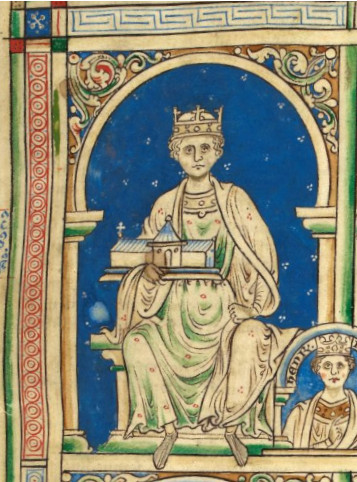
Miniature enluminée représentant Henri II d'Angleterre, extraite des Historia Anglorum de Matthieu Paris (vers 1250-1255).

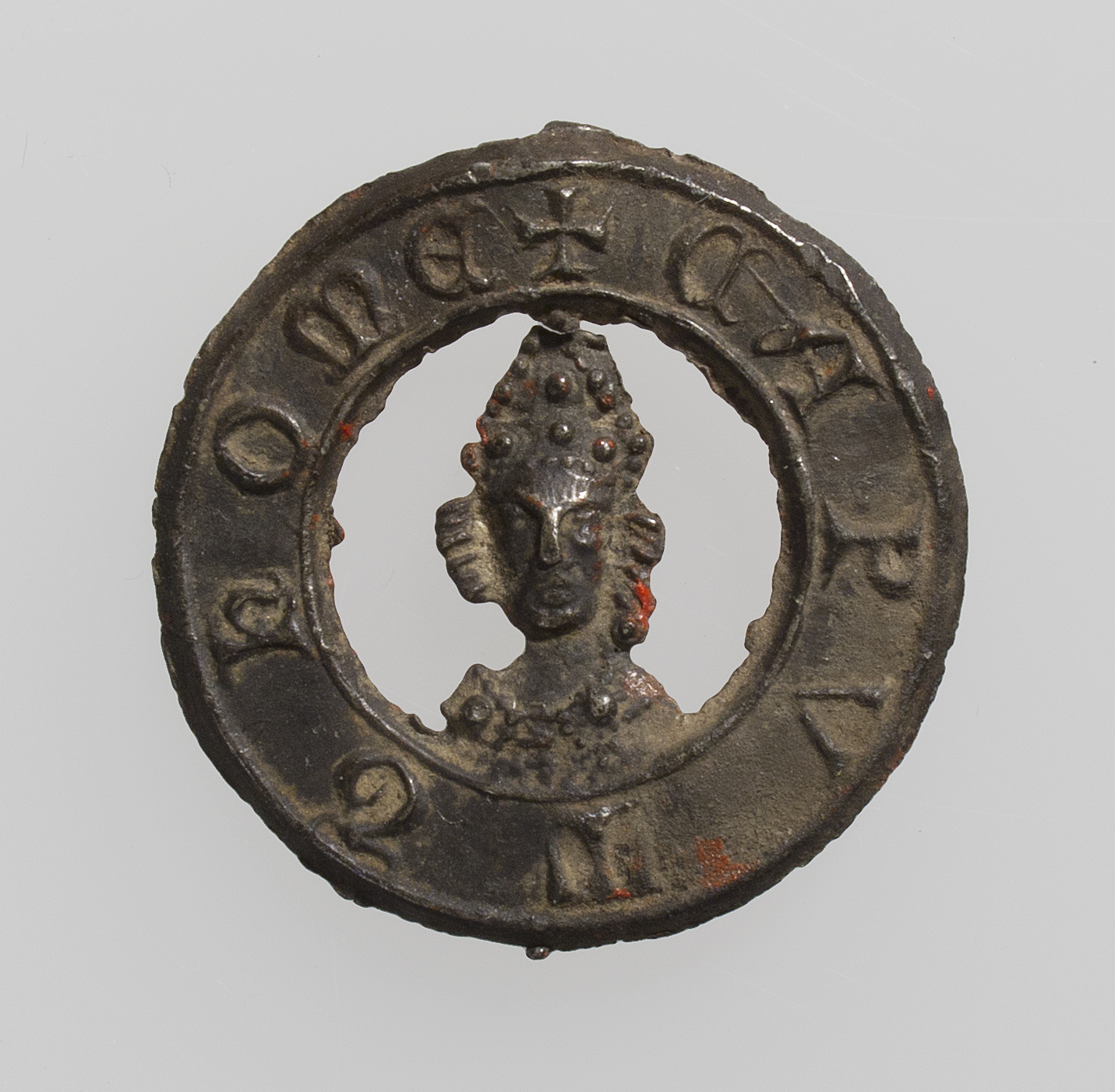
Insigne du pèlerinage St Thomas Becket, le représentant. (Conservé au MET)

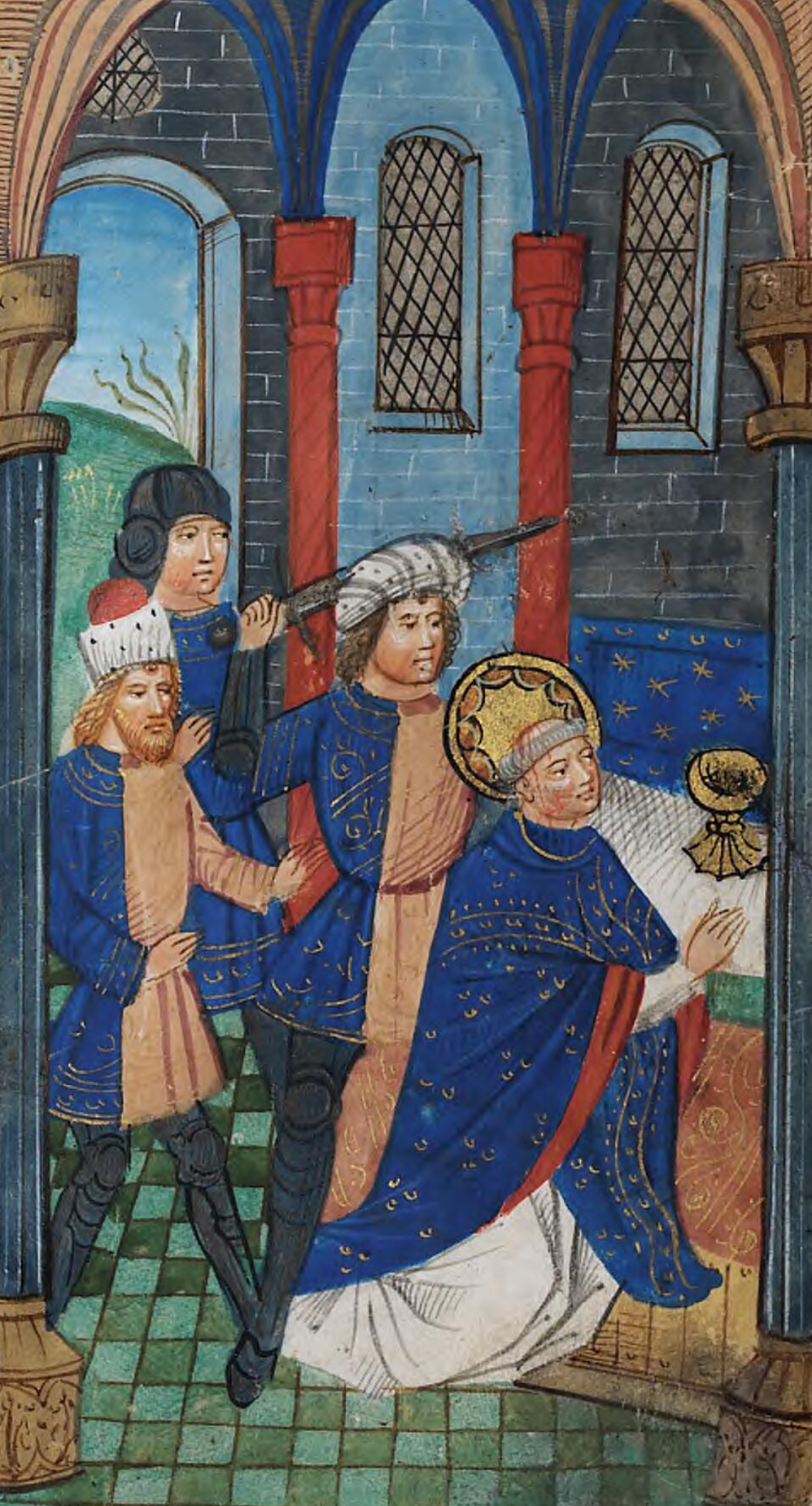
Assassinat de Thomas Becket : Autre manière d'envisager la confrontation entre Imperium et Sacerdotium. Becket tourne le dos aux barons du roi, et se met à genoux face au calice.(Enluminure de 1390)

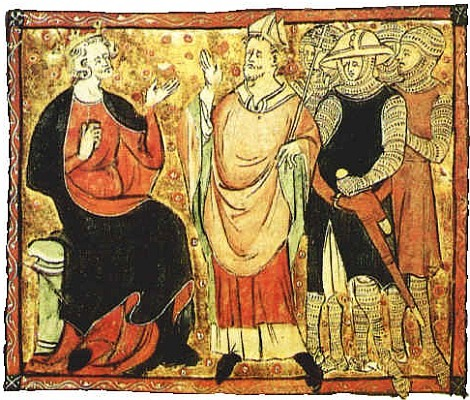
Henri II, Becket et les Barons du roi. Sorte de triptyque des forces en jeu dans la pièce : Le roi et ses barons (pouvoirs politique et physique) de part et d'autre de la miniature, Becket et Dieu (pouvoir spirituel) au centre. (Miniature du XIVe siècle)

Tout l'argument de la pièce d'Anouilh réside en effet dans la rupture de l'amitié entre le Roi Henri et Thomas Becket. Afin d'avoir la mainmise sur l'Église d'Angleterre, le Roi place son ami le plus proche sur la cathèdre de Cantorbéry, en dépit du fait que ce dernier ne soit pas même prêtre mais seulement archidiacre. Cet acte irréfléchi crée des distorsions au sein de l'épiscopat anglais, mais aussi dans les rapports entre Becket et son Roi. En effet, les projets de ce dernier s’effondrent dès la nomination en tant qu'archevêque de son ami. Ce dernier se sépare alors de son suzerain, en lui rendant sa charge et son anneau de Chancelier d'Angleterre, pour les remplacer par ceux de Primat d'Angleterre et d'Archevêque de Cantorbéry. « Tu me renvoie les trois lions (du sceau de chancelier) comme un petit garçon qui ne veut plus jouer avec moi » (Henri II dans le IIIe Acte). Observons alors que les deux têtes des deux pouvoirs s'affrontent et s'opposent dans le souvenir d'une amitié commune. C'est ce que l'Histoire appelle communément la Controverse Becket.. Le chef politique et le chef religieux se font face et opposent leurs deux pouvoirs. C'est la lutte entre ce que Bernard Beugnot, dans sa préface à la pièce appelle l'Imperium ou le pouvoir politique, et le Sacerdotium ou le pouvoir religieux. La lutte entre les deux personnages devient une lutte des pouvoirs, du Roi d'Angleterre contre son archevêque, du pouvoir politique contre le pouvoir religieux. « Rendez à César ce qui est à César, et à Dieu ce qui est à Dieu » (Luc 22,21). Henri II manifeste à plusieurs reprises dans la pièce, la tristesse que lui inflige cette rupture, sombrant dans une folie terrible. Il ne supporte pas que Becket serve seul l'Honneur de Dieu, et non plus le sien. S'opposent alors sur scène, à travers les différents personnages, une lutte ouverte entre Dieu et l'égoïsme. Le Roi, du début à la fin de la pièce, ne fait que rechercher son propre plaisir. Nommer Becket à la tête de l’Église d'Angleterre pour en prendre les biens, les multiples femmes avec lesquelles il entretient des liaisons adultères, c'est en fait un enfant capricieux qui se débat sur scène, en comprenant qu'il y a plus fort que lui : Dieu. Les deux personnages s'opposent également par leur « race », l'un est saxon, l'autre normand. C'est une opposition radicale qui n'est pas sans rappeler celle des Montaigues et des Capulets dans Roméo et Juliette de Shakespeare : Deux familles distinctes, opposées, rendant un amour impossible. Chez Anouilh, la mère de l'un est l’Église, la mère de l'autre est l'Angleterre, l'un est normand, l'autre est saxon. Notons par ailleurs que le personnage historique de Thomas Becket n'était pas saxon mais normand, c'est Anouilh qui opère cette modification dans sa pièce de théâtre. De plus, Henri II évolue tout le long de la pièce avec ses barons, qui le suivent et le servent, et qui assassineront Becket par la suite, tandis que Becket vit avec les plus humbles et les plus pauvres, à qui il cède tout ses biens avant de devenir archevêque. « Quarante pauvres ! il a invité quarante pauvre à dîner ! » (Henri II au troisième acte) 
Cette lutte entre le pouvoir politique et le pouvoir religieux se concrétise par l’excommunication d'un ami proche du roi, Guillaume d'Aynesford, pour avoir assassiné un prêtre, malgré l'interdiction de Becket de juger ses prêtres. Son pouvoir n'est pas symbole, c'est lui qui a le contrôle du salut de l'Angleterre, et il n'hésite pas à l'affirmer par des actes marquant la politique de son pays, exacerbant ainsi la lutte entre les deux pouvoirs précédemment cités. Son honneur à lui, le Roi même avec de fausses accusations, ne peut l'atteindre. Becket est en effet accusé à tort par Henri II lui-même de détournement de fonds royaux. Dans la pièce, les actes du Roi lui sont dictés par son égoïsme, et sont donc voués à l'échec. Ils ne sont que recherche du bien personnel. Ceux de Becket sont dictés par Dieu, et ont pour vocation de s'opposer à ces desseins égoïstes. Becket est en quelque sorte un « diplomate de Dieu ». Au IVe acte de la pièce, lors de la dernière rencontre des deux personnages, voici un extrait du dialogue entre ces deux derniers : 

« Le Roi : Tu sais que je suis roi, et que je dois agir comme un roi. Qu'espères-tu ? Ma faiblesse ?
Becket : Non, elle m'atterrerait
Le Roi : Me Vaincre par la Force ?
Becket : C'est vous qui êtes la force
Le Roi : Me Convaincre ?
Becket : Non plus. Je n'ai pas à vous convaincre. J'ai seulement à vous dire non. »

Cette prise de position ne lui est pas agréable, voir mène à une certaine forme de souffrance « Ah, que vous rendez tout difficile, et que votre honneur est lourd à porter ! » (Becket à Dieu, IVe acte). Quant au Roi, ce « non » dont il n'a pas l'habitude mène à une lutte intérieur d'une grande violence, qui se manifeste dans cette réplique : « Rien, je ne peux rien ! [...] Tant qu'il vivra, je ne pourrais rien. Je tremble étonné devant lui... Et je suis roi ! » Faute d'avoir du pouvoir sur son archevêque, Henri II fait assassiner de ce dernier à Cantorbéry, par ses barons, passage de la pièce où Becket prononce les mots précédemment cités : « Que votre honneur est lourd à porter ».
« Nous avons une grande force, [...] c'est de ne pas savoir exactement ce que nous voulons. De l'incertitude profonde des desseins naît une étonnante liberté de manœuvre. » (extrait de la pièce).

## Distribution

### Création auThéâtre Montparnasse(1959)
Création au théâtre Montparnasse en 1959, dans une mise en scène de Roland Piétri et de l'auteur, et des décors et costumes de Jean-Denis Malclès.
- Daniel Ivernel : le Roi Henry II Plantagenêt
- Bruno Cremer : Thomas Becket
- Henry Darbrey : l'archevêque
- Charles Nissar : Georges Folliot, évêque de Londres
- Henry Gaultier : l'évêque d'Oxford
- Marcel-Vergne : l'évêque d'York, le premier baron français
- Pierre Pernet : le petit moine
- Jacques Dannoville : 1er baron anglais
- Gérard Darrieu : 2e baron anglais
- Serge Bossac : 3e baron anglais
- André Weber : 4e baron anglais
- Marcelle Ranson : La Reine Mère
- Martine Sarcey : Gwendoline
- René Lefèvre-Bel : le prévôt
- Gérard Dournel : l'officier
- Gérard Dournel : le soldat
- François Rossello : un soldat
- Nicole Vasel : la Saxonne
- André Valtier : le père saxon
- Claire Sonval : la fille française
- Marcel-Vergne : Guillaume de Corbeil

### Reprise auThéâtre Montparnasse(1966)
Reprise au théâtre Montparnasse en 1966, dans une mise en scène de Roland Piétri et de l'auteur, et des décors et costumes de Jean-Denis Malclès.
- Daniel Ivernel : le roi Henry II Plantagenêt
- Paul Guers : Thomas Becket
- Claude d'Yd : l'archevêque
- Jean Juillard : Georges Folliot, évêque de Londres
- Jean-Pierre Bernay : l'évêque d'Oxford et Guillaume de Corbeil
- Gilbert Robin : l'évêque d'York, le deuxième baron français
- Marcel Champel : le père saxon, le 2e moine, le Cardinal
- Hugo Nauze : le petit moine
- Gérard Dournel : 1er baron anglais, 1er moine
- Étienne Diran : 2e baron anglais
- Jean-Pierre Dravel : 3e baron anglais
- Claude Richard : 4e baron anglais, le garde
- Claude Marcault : Gwendoline
- Denis Gunzbourg : le Prévôt, 1er baron français
- Jean-Michel Perret : 2e valet de Becket, le comte d'Arundel, le jeune garde
- Odile Mallet : la reine-mère
- Marie Chantraine : la jeune reine
- Francis Menzio : le fils aîné du roi Henri II
- Michel Derain : le page du roi Henri II
- Michel de Ré : le roi de France
- Roland Piétri : le pape
- Robert Grazioli : un soldat
- Benjamin Guise : un soldat
- Pierre Bastien : un soldat, 1er valet de Becket
- Gérard Hérold : un soldat, l'officier, le moine Guillaume
- Marie Médioni : la Saxonne
- Lise Martel : la fille française

### Reprise à laComédie-Française(1971)
Reprise à la Comédie-Française en 1971, dans une mise en scène de Roland Piétri et de l'auteur, et des décors et costumes de Jean-Denis Malclès.
- Jacques Charon : le roi de France Louis VII le Jeune
- Georges Chamarat : le Pape
- Robert Hirsch : le roi Henry II Plantagenêt
- Jacques Eyser : un baron anglais
- Georges Descrières : Thomas Becket
- François Chaumette : Georges Foliot, évêque de Londres
- Michel Etcheverry : l'Archevêque
- Michel Aumont : le Cardinal Zambelli
- René Camoin : 1er moine
- Jean-Claude Arnaud : un baron anglais
- Jacques Destoop : un garde
- René Arrieu : un baron anglais
- Louis Eymond : l'Évêque d'Oxford)
- Marco-Béhar : le père saxon
- Alain Feydeau : 1er baron français
- Michel Bernardy : Guillaume, fils d'Étienne
- Marcel Tristani : l'Évêque d'York
- Alain Pralon : Un baron anglais
- Jean-Paul Moulinot : 2e moine
- Jean-Noël Sissia : le page d'Henri II
- François Beaulieu : 2e baron français
- Jean-Luc Moreau : le petit moine
- Nicolas Silberg : le Comte d'Arundel
- Denise Gence : la Reine Mère
- Bérengère Dautun : la jeune reine
- Ludmila Mikaël : Gwendoline
- Sophie Deschaumes : la fille saxonne

### Reprise auThéâtre de Paris(2000)
Reprise du 19 septembre 2000 au 31 décembre 2000, dans une mise en scène de Didier Long, des décors de Nicolas Sire, des costumes de Véronique Seymat, des lumières de Patrick Besombes et une musique originale de François Peyrony.
- Bernard Giraudeau : le roi Henry II Plantagenêt
- Didier Sandre : Thomas Becket
- Jacques Zabor : Gérard Folliot, évêque de Londres
- Marion Loran : la reine-mère
- Fernand Berset : l'évêque d'Oxford
- Thomas Suire : le petit moine
- Sandy Boizard : la jeune Reine
- Niels Dubost : le 2e baron anglais
- Albane Dutercq : la fille de paysan
- Bernard Lanneau : le 3e baron anglais
- Jacques Herlin : l'archevêque
- Mathieu Guez : le fils de paysan, Guillaume de Corbeil, le baron français
- Annelise Hesme : Gwendoline
- Jean Colloredo : le roi de France
- Xavier Rogé : le page
- Patrick Rombi : le 1er baron anglais

## Distinctions
La pièce a été nommée cinq fois aux Molières 2001, dans les catégories Molière du comédien (Bernard Giraudeau), Molière du metteur en scène, Molière du créateur de costumes, Molière du créateur de lumières, Molière de la meilleure pièce du répertoire, sans toutefois obtenir aucun prix.
Lors des Tony Awards 1961, aux États-Unis, la pièce remporte les prix suivants :
- - Tony Award de la meilleure pièce
  - Tony Award des meilleurs costumes pour une pièce
  - Tony Award des meilleurs décors pour une pièce
  - Tony Award du meilleur technicien de scène pour Teddy Van Bemmel